# Reformierte Kirche Sils-Maria

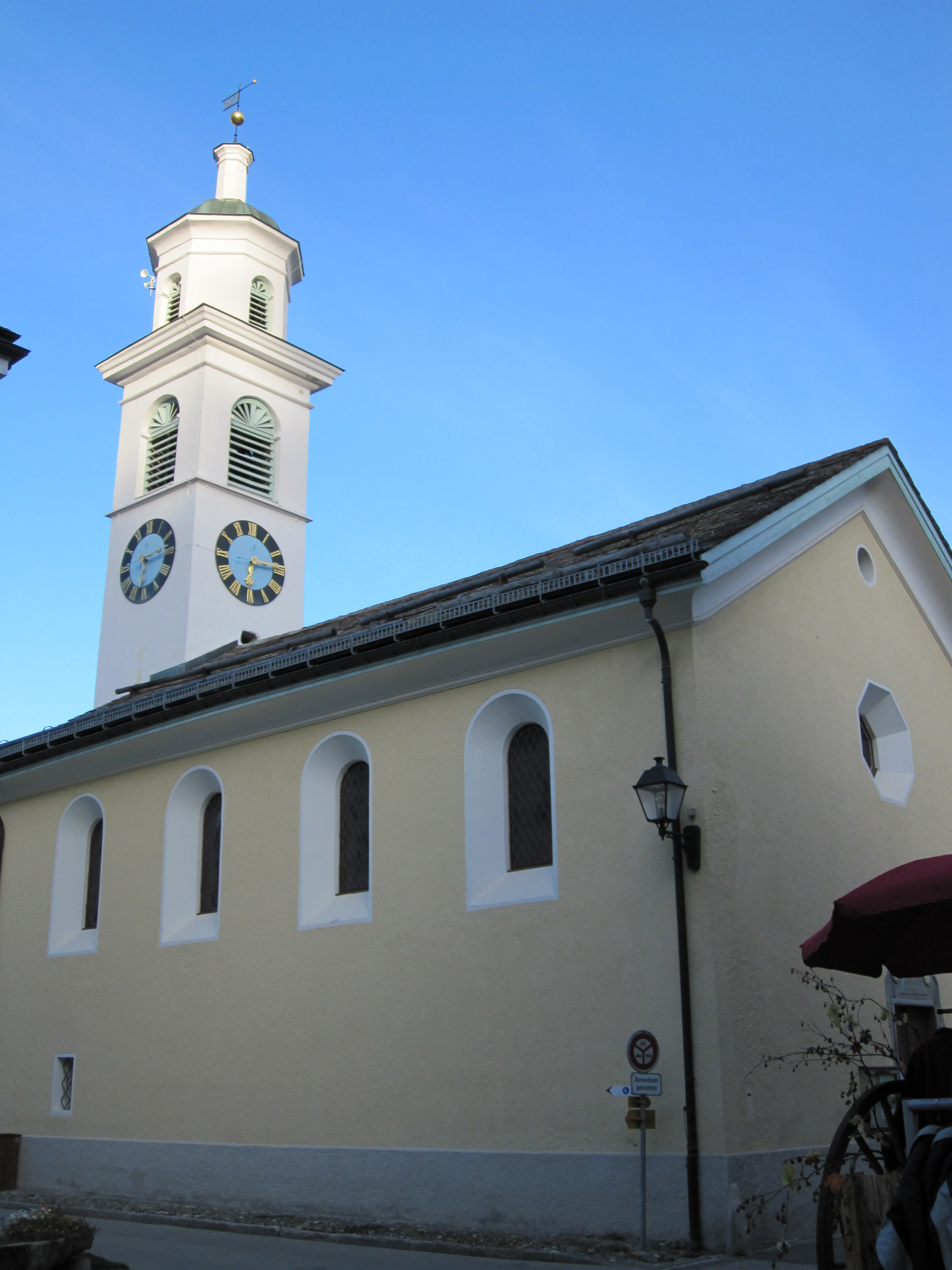
Aussenansicht

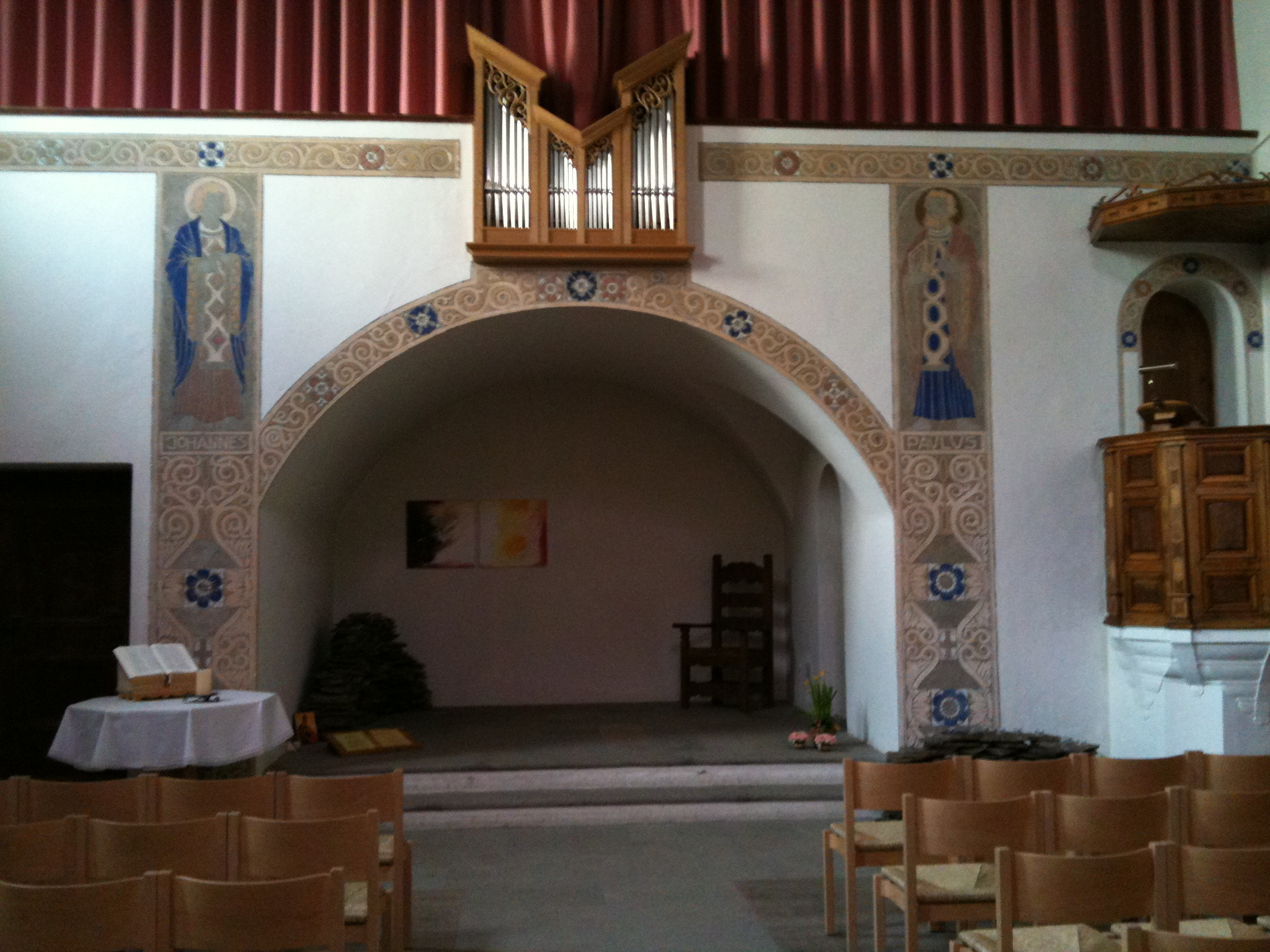
Innenansicht

Die reformierte Kirche Sils-Maria im gleichnamigen Dorfquartier von Sils im Engadin ist ein evangelisch-reformiertes Gotteshaus unter dem Denkmalschutz des Kantons Graubünden.

## Geschichte und Ausstattung
In der Nähe der heutigen Kirche befand sich im Mittelalter ein 1496 ersturkundlich bezeugter Sakralbau unter dem Patrozinium des Erzengels Michael. Im Jahr 1597 erfolgte der Neubau, einer der ersten protestantischen Kirchenbauten in Graubünden, nachdem Sils i. E./Segl 1552 die Reformation angenommen hatte. 1764 wurde die Kirche einer umfassenden Renovation unterzogen.
Bis Ende 2009 wurde die Kirche als Offene Kirche Sils-Maria von der gleichnamigen ökumenischen Stiftung geführt und war ein kulturelles Zentrum des Dorfes.

## Glocken
Im Kirchturm hingen früher zwei Glocken von Gaudentz Hempel in Chur (1668) und von einem unbekannten Giesser gegossen im Jahre 1550. Heute hängen drei Glocken im Turm, gegossen 1888 von Theus Felsberg. Friedrich Nietzsche war 1888 Zeuge des Glockenaufzuges und der Inbetriebnahme der neuen Theus-Glocken. Er hat darüber in Briefen an seinen Vater berichtet: Der Klang ist sehr schön (2.8.1888) – ein schöner weicher melodischer Klang (11.8.1888)  – deren Klang sehr weich und voll ist (13.8.1888).

## Kirchliche Organisation
Die Evangelisch-reformierte Landeskirche Graubünden führt Sils-Maria als eine Predigtstätte der fusionierten Kirchgemeinde Oberengadin (romanisch: Baselgia evangelica-refurmeda Engiadin'Ota), umgangssprachlich Refurmo genannt.